# Engin Atsür
Engin Atsür (Estambul, 2 de abril de 1984) es un baloncestista turco. Con 1,93 metros de estatura, juega en la posición de base.

## Trayectoria deportiva

### Primeros años y universidad
Comenzó a jugar a baloncesto en las categorías inferiores del Anadolu Efes S.K., equipo con el que debutó en la máxima categoría del baloncesto turco en 2000, con tan solo 16 años, teniendo minutos en tres partidos en los que promedió 1,3 puntos.
En 2003 marchó a Estados Unidos, donde jugó durante cuatro temporadas con los Wolfpack de la Universidad Estatal de Carolina del Norte, en las que promedió 9,9 puntos, 2,9 rebotes y 3,1 asistencias por partido. En su primera temporada fue incluido en el mejor quinteto freshman de la Atlantic Coast Conference, mientras que en 2007, en su última temporada, apareció en el segundo mejor quinteto de la conferencia.

### Profesional
Tras no ser elegido en el Draft de la NBA de 2007, regresó a Europa, donde firmó por tres temporadas con la Benetton Treviso de la Lega italiana, pero únicamente disputó una de ellas, en la que promedió 4,4 puntos y 1,1 rebotes por partido. Al año siguiente regresó al Anadolu Efes S.K., y ya en 2009 fichó por el Beşiktaş, donde disputó su mejor temporada hasta ese momento como profesional, promediando 13,3 puntos y 4,4 asistencias por partido.
En junio de 2010 fichó por el Fenerbahçe Ülkerspor, pero una lesión durante la pretemporada en el tendón de Aquiles que en un principio le iba a tener alejado de las pistas durante 3 meses, finalmente hizo que se perdiera la temporada completa. Ya recuperado, disputó la temporada 2011-12, en la que promedió 5,6 puntos y 2,2 asistencias por partido.
En junio de 2012 se comprometió por dos temporadas con el Galatasaray. En su primera temporada promedió 3,8 puntos y 2,1 asistencias por partido, conquistando su segundo Campeonato de Liga tras el logrado en 2009 con el Efes Pilsen. Al año siguiente, con muchos menos minutos en cancha, sus estadísticas bajaron hasta los 2,1 puntos y 1,9 asistencias por partido.
En junio de 2014 regresó al Besiktas, firmando un contrato por dos temporadas con opción a una tercera. Allí volvió a contar con minutos de juego, lo que se notó en sus estadísticas, que mejoraron hasta los 8,9 puntos y 3,8 asistencias en su primera temporada, quedándose en 7,5 puntos y 2,5 asistencias en la segunda.
En julio de 2016 cambió de liga para ir a jugar a Alemania, donde fichó por una temporada con el ALBA Berlin.
El 5 de septiembre de 2017, firma con el Orlandina Basket italiano.

### Selección nacional
Fue un habitual en las categorías inferiores con la selección de Turquía. Ya como sénior, ganó la medalla de bronce en los Juegos Mediterráneos de Teramo 2009, y participó en los EuroBasket de 2007 y 2009, además de en el Mundial de 2006.